# Friedrich-Franz-Kreuz
Das Friedrich-Franz-Kreuz wurde am 1. August 1917 durch Friedrich Franz IV., Großherzog von Mecklenburg [-Schwerin], gestiftet und war als Anerkennung für besondere Verdienste auf dem Gebiet des Kriegshilfsdienstes in der Heimat sowie für hervorragende im vaterländischen oder gemeinnützigen Interesse geleistete Dienste vorgesehen. 

## Ordensdekoration
Das Ordenszeichen ist ein aus Bronze gefertigtes vergoldetes Leopoldkreuz mit einem längeren unteren Kreuzarm. Unter den äußeren Kreuzarmen verläuft links und rechts jeweils ein Lorbeerzweig. Im oberen Kreuzarm ist eine Wendische Krone und im unteren die Jahreszahl 1917 (Stiftungsjahr) zu sehen. In der Kreuzmitte liegt ein Medaillon auf, das das Monogramm aus gespiegelten Buchstaben  F F  (Friedrich Franz) zeigt. Rückseitig das verkleinerte Mecklenburgische Militärverdienstkreuz.

## Trageweise
Getragen wurde die Auszeichnung an einem hellblauen Band mit einem roten Rand- und einem gelben Seitenstreifen auf der linken Brustseite.

## Sonstiges
Das Friedrich-Franz-Kreuz war nach dem Ableben des Inhabers rückgabepflichtig.